# 13 ördögűzés
A 13 ördögűzés (eredeti cím: 13 exorcismos) 2022-ben bemutatott spanyol horrorfilm, amelyet Jacobo Martínez rendezett. A főbb szerepekben María Romanillos, Ruth Díaz, Urko Olazabal, Pablo Revuelta és José Sacristán látható.
Spanyolországban 2022. november 4-én, míg Magyarországon 2023. március 23-án mutatták be a mozikban.

## Cselekmény
Egy szeánsz után Laura Villegas furcsán kezd el viselkedni. A lányuk baljós viselkedésétől megijedve és meggyőződve arról, hogy az ördög szállta meg, a szülők Olmedo atyához fordulnak, aki egyike annak a 15 ördögűzőnek, akit a Vatikán felhatalmazott arra, hogy démoni megszállottság esetén beavatkozzon. Ettől kezdve különös jelenségek sorozata kezdi körülvenni a történet főszereplőit.

## Szereplők
| Szerep          | Színész          | Magyar hang        |
| --------------- | ---------------- | ------------------ |
| Laura Villegas  | María Romanillos | Staub Viktória     |
| Carmen Villegas | Ruth Díaz        | Kisfalvi Krisztina |
| Tomás Villegas  | Urko Olazabal    | Király Adrián      |
| Olmedo atya     | José Sacristán   | Rosta Sándor       |
| Jesús Villegas  | Pablo Revuelta   | Czető Roland       |
| Lola            | Silma López      | Györfi Anna        |
| Enrique         | Daniel Arias     | Bogdán Gergő       |
| Mireia          | Alicia Falcó     | Pekár Adrienn      |
| Arturo          | Uri Guitart      | Tóth Márk          |
| Asunción        | Cristina Castaño | Bertalan Ágnes     |
| Démon           | Jose Torija      | Németh Gábor       |
| Arte professzor | Alfonso Delgado  | Kertész Péter      |

### Magyar változat
- Felolvasó: Bordi András
- Magyar szöveg: Erős Ágnes
- Hangmérnök és produkciós vezető: Nagy Márk
- Vágó: Haszon Janka
- Gyártásvezető: Szántai Szofi
- Szinkronrendező: Bartucz Attila

A szinkront a Budapest Audio készítette el

## A film készítése
A forgatókönyvet Ramón Campos, Teresa Fernández-Valdés, Salvador S. Molina, Gema R. Neira, David Orea és Carlos Ruano írták. A Mr. Fields and Friends, Atresmedia Cine, Bambú Producciones és 13 E Movie AIE produkciója, a filmben részt vett az Atresmedia, a Movistar Plus+, az AGADIC és a Diputación de Ourense. A filmet Galíciában forgatták, többek között olyan helyszíneken, mint Ourense, Ordes és Santiago de Compostela.